# Protipendile
Il protipendile, (nome commerciale in Germania e Austria Dominal) è un farmaco scoperto da Wilhelm Schuler appartenente al gruppo dei neurolettici azafenotiazinici triciclici a bassa potenza.

## Storia
Il protipendile è stato sintetizzato per la prima volta da Louis Yale Harry e Jack Bernstein e brevettato da Olin Mathieson nel 1960. Oggi il farmaco è venduto nei paesi di lingua tedesca da AWD. pharma con il nome commerciale Dominal. In Italia il protipendile non è in commercio.

## Proprietà chimiche

Formula di struttura delle fenotiazine

Formula di struttura delle azafenotiazine

Il protipendile è l'unico rappresentante del sottogruppo delle azafenotiazine. Esiste una stretta relazione chimica strutturale con le fenotiazine. Nel caso del protipendile, un anello benzenico nella molecola fenotiazinica è stato sostituito con un anello piridinico. Il sale utilizzato farmaceuticamente è il protipendil cloridrato-1-acqua (INN). Si tratta di una polvere cristallina, inodore, di colore dal giallo pastello al giallo-verdastro con formula bruta C16H19N3S·HCl·H2O e punto di fusione da 108 a 112 °C (come anidrato da 177 a 178 °C, dopo la sintesi a 176 °C).

## Proprietà farmacologiche

### Meccanismo d'azione (farmacodinamica)
Il protipendile è uno dei neurolettici triciclici a potenza debole di prima generazione. Oltre al suo effetto antipsicotico, protipendile ha proprietà antistaminergiche, antiemetiche e sedative. A dosi più elevate, il farmaco ha effetto sedativo e ipnoinducente. Farmacologicamente, il protipendile è un antagonista della dopamina sui recettori D2-D1 e della serotonina sul recettore 5-HT2A. Non ha affinità per il recettore GABA (a cui si legano le benzodiazepine). Il blocco del recettore D2 nell'area postrema del tronco cerebrale è ritenuto responsabile dell'effetto antiemetico. La potenza neurolettica è indicata come “indice di clorpromazina” (CPZi) ed è 0,7 per il protipendile (rispetto alla sostanza di riferimento clorpromazina 1.0).

### Assorbimento e distribuzione nell'organismo (farmacocinetica)
La biodisponibilità orale è dell'8-15% per le gocce e le compresse rivestite, è leggermente inferiore per le capsule. Dopo aver assunto le gocce, il livello massimo efficace viene raggiunto dopo circa un'ora, mentre per le compresse rivestite e le capsule é necessario un tempo che varia da un'ora a un'ora e mezza. A causa dell'effetto di primo passaggio nel fegato, le concentrazioni plasmatiche sono inferiori dopo la somministrazione orale rispetto alla somministrazione parenterale. Gli effetti farmacologici (stanchezza, ipnoinduzione) sono già evidenti a livelli plasmatici di 5 ng / ml. Il principio attivo è fortemente legato alle proteine plasmatiche. L'emivita plasmatica del protipendile è di due o tre ore, rappresentando la più breve di tutte le fenotiazine comuni. La clearance renale dopo somministrazione parenterale è 13 ml / kg / min, che è relativamente elevata. Il volume di distribuzione è 3 l / kg in un intervallo normale per la classe di sostanze. Non è stato osservato accumulo anche dopo somministrazioni ripetute. Il protipendile è metabolizzato principalmente dal fegato ed escreto nelle urine e nelle feci. La fase di eliminazione terminale può durare fino a tre settimane.

## Informazioni cliniche
Il protipendile ha un debole potere antipsicotico. Ha un forte effetto antistaminico oltre a proprietà muscolotropiche, spasmolitiche e antiemetiche. In dosi più elevate, il protipendile ha un effetto ipnoinducente. A causa del suo debole effetto antipsicotico, il farmaco è usato raramente come neurolettico di prima linea, nonostante i suoi limitati effetti collaterali.

### Indicazioni cliniche
Per ridurre l'irrequietezza e l'eccitazione psicomotoria nel contesto di malattie psichiatriche sottostanti. Irrequietezza psicomotoria ed eccitazione nella schizofrenia, nei disturbi bipolari, stati d'animo depressivi- agitati di altra origine, irritabilità epilettica, psicosi sintomatiche, psicosindrome organica, coadiovanti nelle astinenze, nevrosi d' organo, ansia e disturbi ossessivo-compulsivi e Aterosclerosi cerebrali.

### Controindicazioni
Nota ipersensibilità a al protipendile. Intossicazione acuta da alcol, sonniferi, analgesici e farmaci psicotropi, poiché gli effetti di tali sostanze possono essere intensificati. Stati comatosi.

### Interazioni farmacologiche
Se combinato con farmaci che deprimono il sistema nervoso centrale, come benzodiazepine, sonniferi, antistaminici, alcol e farmaci che abbassano la pressione sanguigna (farmaci antipertensivi), farmacodinamicamente è possibile un reciproco rafforzamento degli effetti. Gli effetti della levodopa possono essere ridotti. Il protipendile grazie alle sue caratteristiche adrenolitica può antagonizzare gli effetti vasocostrittori di adrenalina e fenilefrina.

### Utilizzo in gravidanza e durante l'allattamento
- Gravidanza: il trattamento con il protipendile nel primo trimestre di gravidanza è controindicato. Nel secondo e terzo trimestre l'uso deve essere fatto solo dopo precise indicazioni e alla dose efficace più bassa, tenendo conto del rischio per la madre e il bambino. Per prevenire una sindrome extrapiramidale o la sindrome da astinenza nel neonato, il farmaco non deve essere utilizzato negli ultimi dieci giorni di gravidanza.
- Allattamento: non è noto se il protipendile sia escreto nel latte materno. Pertanto non deve essere utilizzato durante l'allattamento.

### Effetti collaterali
Poiché il protipendile ha proprietà leggermente ipotensive, possono verificarsi disturbi circolatori ortostatici, soprattutto all'inizio della terapia. I possibili sintomi includono ipotensione arteriosa, vertigini, tachicardia, in singoli casi, dopo somministrazione orale di 80 mg e dopo somministrazione intramuscolare di 40 mg o più, fino alla sincope. Un leggero aumento di peso durante il trattamento a lungo termine è comune e in parte dovuto al blocco del recettore 5-HT2A. È stata segnalata secchezza delle fauci. Esistono casi isolati di priapismo o fototossicitá.
Dopo un uso prolungato a dosi molto elevate (240 mg / die im o 800 mg / die PO), raramente possono verificarsi disturbi motori extrapiramidali (discinesia tardiva, sindrome della lingua faringe, sindromi Parkinsonoidi) o convulsioni.

## Tossicologia
Sintomi di overdose:
- In caso di avvelenamento si osservano disturbi della coscienza come stordimento, sonnolenza, disturbi d'ansia, allucinazioni e persino coma.
- Circolazione: tachicardia, ipotensione.
- Problemi agli occhi: miosi e midriasi.
- Sistema motorio extrapiramidale: ipotensione muscolare, discinesia e atassia.

## Avvertenze speciali di utilizzo
La dose deve essere ridotta nei pazienti con insufficienza cardiaca, disfunzione epatica, ittero, feocromocitoma, ritenzione avanzata di CO2 o morbo di Parkinson. Il protipendile riduce le capacità di coordinazione, motivo per cui si consiglia cautela durante la guida e l'uso di macchinari.